# Adorf
Adorf är en småstad i Vogtlandkreis i det tyska förbundslandet Sachsen i Tyskland. Adorf, som för första gången nämns i ett dokument från år 1294 och har cirka 4 700 invånare.

## Administrativ indelning
Adorf består av följande Ortsteile.
- Arnsgrün
- Gettengrün (Obergettengrün och Untergettengrün)[a]
- Remtengrün
- Leubetha
- Sorge
- Jugelsburg
- Rebersreuth
- Freiberg